# Épargne Placements Québec
Épargne Placements Québec est une unité administrative du ministère des Finances responsable de la mise en marché et de la gestion des produits d'épargne et de retraite émis et garantis par le gouvernement du Québec.

## Mission
La mission d'Épargne Placements Québec consiste à favoriser la sécurité financière des Québécoises et des Québécois en leur offrant une gamme de produits d'épargne et de retraite avantageux et pleinement garantis par le gouvernement du Québec.
Épargne Placements Québec leur permet ainsi de contribuer, par leur épargne, au développement de la collectivité québécoise.

## Engagement
Depuis sa création, la qualité des services rendus aux citoyens constitue une priorité pour Épargne Placements Québec. Cette priorité se concrétise dans sa déclaration de services aux citoyens, de même qu'à travers ses objectifs, soit :
- maintenir un haut niveau de confiance avec chacun de ses clients ;
- s'assurer que la qualité de la relation avec ses clients soit au cœur de ses activités quotidiennes ;
- offrir des services de qualité répondant aux attentes de sa clientèle.

## Historique
Au printemps 1996, Épargne Placements Québec — alors appelée Placements Québec — est créée par le gouvernement du Québec afin d'atteindre ses objectifs de financement sur le marché québécois de l'épargne et pour offrir une gamme de produits d'épargne mieux adaptés aux besoins de placements des Québécoises et des Québécois.
Rappelons que le gouvernement du Québec offrait, depuis 1963, les Obligations d'épargne du Québec. Avant la création de Placements Québec, le détenteur se voyait remettre un certificat physique prouvant la détention du produit acheté. Pour obtenir le remboursement de son obligation, le détenteur devait alors présenter le certificat qu'on lui avait remis à l'achat.
Avec la création de Placements Québec, l'offre de produits d'épargne et de retraite émis par le gouvernement du Québec est diversifiée pour tenir compte des besoins d'épargne des Québécoises et des Québécois. De plus, avec cette nouvelle entité, les certificats physiques disparaissent pour être remplacés par l'inscription en compte des produits d'épargne, soit l'inscription d'un titre dans un compte au nom de son détenteur. Cette façon de procéder facilite les transactions pour les détenteurs d'obligations et élimine les risques de perte, de vol et de destruction des certificats physiques.
En janvier 2003, Placements Québec devient Épargne Placements Québec afin de mieux véhiculer la mission de l'organisation.